# الكرمك
الكُرْمُكْ مدينة سودانية تقع على تخوم الحدود الدولية بين السودان وإثيوبيا في جنوب شرق ولاية النيل الأزرق بارتفاع 1650 متر فوق سطح البحر، (5414 قدم) على بعد 587 كيلومتر (365 ميل) تقريباً من الخرطوم العاصمة، وحوالي 136 كيلومتر، (84.506 ميل) من مدينة الدمازين، حاضرة الولاية و99 كيلومتر (61.515 ميل) من مدينة أصوصا الإثيوبية.
والكرمك مدينة استراتيجية مهمة من الناحيتين العسكرية والتجارية باعتبارها نقطة حصينة طبيعياً تشرف على مساحات واسعة بين حدود البلدين.

## التسمية
أخذت المدينة اسمها من جبل الكرمك الذي تتمدد على طول سفوحه، وتعني الكلمة الحجر أو الصخرة بلغة البرون، وهي فرع من قبائل الفونج ذات الأصول الكوشية. وثمة اسطورة تروي بأن فتاة كانت قد تسلقت الجبل ولم تعد إلى بيتها، وعندما اقتفى أهلها أثرها عثروا عليها جثة هامدة وقد تحولت إلى صخرة فوق الجبل، فعرف المكان بتلك الصخرة.

## التاريخ
جعل موقع الكرمك الإستراتيجي من تاريخ المدينة سِجّلاً حافلاً بالنزاعات والصدامات العسكرية الطويلة بين مختلف الفرقاء للإستيلاء عليها أو استعادتها. ففي الحروب الإستعمارية التي وقعت بين القوى الغربية الكبيرة وبالتحديد بين إيطاليا وبريطانيا تم احتلال الكرمك من قبل القوات الإيطالية في شرق أفريقيا الإيطالية وذلك في اطار في المرحلة الأولى من حملة شرق أفريقيا.
وباندلاع الحرب الأهلية السودانية الثانية كانت الكرمك مسرحاً للقتال طوال 22 عاما بين القوات  السودانية الحكومية وقوات الحركة الشعبية لتحرير السودان بزعامة جون قرنق. ففي عام 1987 م، دخلتها قوات الجيش الشعبي بقيادة سلفاكير (الرئيس الحالي لجنوب السودان) ومشاركة عبد العزيز الحلو، قائد قوات الجبهة الثورية السودانية، الحالية المعارضة للحكم في السودان. وفي عام 1988م، استعادتها القوات المسلحة السودانية إبان حكومة الصادق المهدي بعملية أطلق عليها عملية وثبة الأسود، ثم عاد الجيش الشعبي لاحتلالها مرة أخرى في عام 1997 م، بقيادة مجاك أكود، لتستردها منه القوات المسلحة السودانية. وبالتوقيع على اتفاقية نيفاشا للسلام في عام 2005 م، شهدت الكرمك فترة من الهدوء الذي لم يدم طويلاً عندما دخلتها قوات مالك عقار حاكم ولاية النيل الأزرق آنذاك والقيادي للحركة الشعبية لتحرير السودان – قطاع الشمال، رئيس الجبهة الثورية السودانية الحالي بعد تمرده على الحكومة. لكن سرعان من أستردها الجيش الحكومي السوداني بقيادة اللواءالهادي بشرى.
ومن أقدم الأحداث التاريخية التي وقعت في المدينة الاجتماع الرسمى الذي شهدته بين مسؤلين بريطانيين من السودان وآخرين من الحبشة في يناير / كانون الثاني من عام 1932م لحل المشاكل الناجمة من نهب تجار الرقيق الإثيوبيين للقرى الحدودية السودانية.

## الإدارة
الكرمك محلية من محليات ولاية النيل الأزرق وتتبع لها بضعة وحدات إدارية.
وهي المركز الإدارى التاريخي للعديد من المناطق الريفية مثل مناطق الجندي، اورا، ديم منصور، سالى، وبورفا، وكولنقورا، وأم جاموس، وتشالى، وبنويا، وبيي، وبليلا، حيث يتلقى سكان هذه المناطق ما يحتاجونها من خدمات مهمة في الكرمك، خاصة الخدمات الطبية.

## السكان
يبلغ عدد سكان الكرمك حوالي 375 10 نسمة. وقد تراجع العدد في العقود الأخيرة بسبب الحروب التي تتعرض لها المنطقة من فترة لأخرى وينتمون إلى عدة إثنيات وقبائل سودانية على اختلاف عقائدها الدينية، حيث تعتبر الكرمك أكثر مدن المنطقة تنوعاً سكانياً.

## الموقع والطوبغرافيا
تقع الكرمك جنوب شرق السودان بين خط عرض 10.55 شرقا وخط طول 34.28 شمالا وتحيط بها الجبال في شكل قوس يمتد من الناحيتين الغربية والجنوبية، أما من الناحية الشمالية فيحدها وادي خور يابوس الذي يشكل حدودا طبيعية وسياسية يفصلها عن بلدة اسد دول أو الكرمك الإثيوبية كما تُعرف أيضاً. وخور يابوس عبارة عن واد موسمي يمتلأ بالمياه اثناء الفصل المطير وتقوم على ضفتيه غابات كثيفة، يتنوع الغطاء النباتي فيها من حشائش السافانا الغنية والأكمة إلى أشجار مثل الجميز والعرديب والنبق والقشطة والباباي واللبان. وتسودها حياة برية تشمل حيوانات كالقرود ودجاج الوادي وانواع عديدة من الطيور.
تتميز تضاريس الأرض في الكرمك بانحدارها نحو مجرى الخور مع وجود جبل الكرمك ابرز معالمها الطوبغرافية، ويوازيه جبل جرت على بعد 7 كيلو متر تقريبا، بينما تسود تربتها التربة الرملية التي تمتص مياه الأمطار الكثيفة.

## المناخ
نقع البلدة في نطاق مناخ السافنا المطير في فصل الصيف.
| البيانات المناخية لـالكرمك   | البيانات المناخية لـالكرمك | البيانات المناخية لـالكرمك | البيانات المناخية لـالكرمك | البيانات المناخية لـالكرمك | البيانات المناخية لـالكرمك | البيانات المناخية لـالكرمك | البيانات المناخية لـالكرمك | البيانات المناخية لـالكرمك | البيانات المناخية لـالكرمك | البيانات المناخية لـالكرمك | البيانات المناخية لـالكرمك | البيانات المناخية لـالكرمك | البيانات المناخية لـالكرمك |
| الشهر                        | يناير                      | فبراير                     | مارس                       | أبريل                      | مايو                       | يونيو                      | يوليو                      | أغسطس                      | سبتمبر                     | أكتوبر                     | نوفمبر                     | ديسمبر                     | المعدل السنوي              |
| ---------------------------- | -------------------------- | -------------------------- | -------------------------- | -------------------------- | -------------------------- | -------------------------- | -------------------------- | -------------------------- | -------------------------- | -------------------------- | -------------------------- | -------------------------- | -------------------------- |
| متوسط درجة الحرارة الكبرى °ف | 97                         | 99                         | 95                         | 100                        | 100                        | 91                         | 88                         | 82                         | 84                         | 88                         | 90                         | 95                         | 92                         |
| متوسط درجة الحرارة الصغرى °ف | 68                         | 70                         | 72                         | 73                         | 70                         | 68                         | 68                         | 68                         | 66                         | 66                         | 66                         | 66                         | 68                         |
| الهطول إنش                   | 0                          | 0.0                        | 0.3                        | 1.3                        | 3.9                        | 5.6                        | 6.8                        | 8.3                        | 5.7                        | 3.9                        | 0.8                        | 0.0                        | 36.6                       |
| متوسط درجة الحرارة الكبرى °م | 36                         | 37                         | 35                         | 38                         | 38                         | 33                         | 31                         | 28                         | 29                         | 31                         | 32                         | 35                         | 34                         |
| متوسط درجة الحرارة الصغرى °م | 20                         | 21                         | 22                         | 23                         | 21                         | 20                         | 20                         | 20                         | 19                         | 19                         | 19                         | 19                         | 20                         |
| الهطول مم                    | 0                          | 1                          | 8                          | 34                         | 98                         | 143                        | 172                        | 210                        | 145                        | 100                        | 21                         | 1                          | 933                        |
| المصدر: Climate-data         |                            |                            |                            |                            |                            |                            |                            |                            |                            |                            |                            |                            |                            |

## ريف الكرمك
- قرية أنثى (يقال أن الهادي المهدي، إمام الأنصار بالسودان قد قتل فيها اثناء محاولته الهروب من أم درمان نحو إثيوبيا ابان السنوات الأولى من انقلاب العسكريين يقيادة جعفر نميري ضد الحكومة التي كان يتزعمها ابن أخيه الصادق المهدي.
- ديم منصور
- جبل جت
- الكيلي
- قرية أوررة (التي دمرتها الحرب منذ ثمانينيات القرن الماضي)
- قرية مقووف
- قرية شالي

## الرياضة
توجد خمس فرق اساسية لكرة القدم:
- فريق الهلال الرياضي (ومن أشهر لاعبيه اللاعب ود فرح الذي انتقل لاحقاً إلى فريق النيل الخرطومي)
- فريق المريخ
- فريق الرابطة
- فريق الأسرة الرياضى، وهو فريق يتبع لوزارة الصحة
- فريق الرابطة، وقد أسسه يوسف حمزة ومعظم لاعبيه من الجيش
- فريق الشبيبة، ومؤسسه هو الأمين موسى مبيوع

## الرعاية الصحية
هناك مستشفى واحد يقدم خدماته لسكان المحلية وعددهم حوالي 106.076 نسمة ويسع لأكثر من 500 سرير وبه قسم للجراحة بينما بلغ عدد الكادر الطبي فيه حوالي 200 شخص.
كما يوجد مركز صحي يتبع لمؤسسة التأمين الصحي، إلى جانب وحدة صحية تابعة للمحلية.

## الاقتصاد
يعتمداقتصاد المدينة على ثلاث قطاعات هي: 
- الزراعة الأهلية المتنقلة وتنتج محاصيل استهلاكية أكثر من إنتاجها لمحاصيل نقدية،
- التجارة الحدودية، لقرب المدينة من الحدود مع إثيوبيا، مما يساعد على التبادل التجاري والعلاقات الاجتماعية مع مدن أصوصا، والبيرو الحدوديتين وذات التداخل القبلي المشترك لقبائل البرتا وقيسان والوطاويط والقُمُز.
- التعدين، حيث توجد كميات اقتصادية من معدن الكروم ضمن صخور الاوفيوليت المنشرة في المنطقة، مما يوحي بقطاع تعدين مبشر.

## النقل والاتصالات
- الطريق الرابط بين السودان وإثيوبيا، بطول 100 كيلومتر بين مدينة الكرمك السودانية واصوصا الإثيوبية، وقد بلغت تكلفته حوالي 27 مليون دولار امريكى ويهدف الطريق إلى تمكين دولة إثيوبيا المغلقة من البحار إلى الوصول إلى ميناء بورتسودان.[6]
- مطار الكرمك وهو مطار صغير.